# Miguel Yoldi Beroiz
Miguel Yoldi Beroiz (Pamplona, 14 d'abril de 1903 - Matamoros, Tamaulipas, Mèxic, 13 d'agost de 1961) fou un anarcosindicalista navarrès.

## Biografia
No se sap gaire de la seva infantesa, només que el 1914 ingressà a la Casa de la Misericòrdia de Pamplona. Després va fer de torner, mariner i fins i tot de mestre nacional, i ja el 1920 era afiliat al Sindicat Únic d'Oficis Diversos de la CNT.
Durant la Dictadura de Primo de Rivera s'exilià a França, d'on va tornar en proclamar-se la Segona República (1931). Aleshores va obrir una llibreria amb la finalitat de difondre la literatura anarquista, tasca a la que es dedicà fins que el 1934 fou nomenat Secretari General de la CNT i s'hagué de traslladar a Barcelona, càrrec que va ocupar fins al Congrés de Saragossa de 1936 i fou substituït per Horacio Martínez Prieto.
Quan esclatà la guerra civil espanyola fou nomenat secretari de Defensa de Catalunya i es va enfrontar als militars revoltats als carrers de Barcelona el 19 de juliol de 1936. Després es va incorporar al Front d'Aragó com a membre de la Columna Durruti, amb la qual després va anar a la defensa de Madrid com a ajudant del mateix Buenaventura Durruti. Fou ferit en els combats a la Ciutat Universitària de Madrid, on Durruti va morir. El desembre de 1937 va substituir Enric Pérez i Farràs com a cap de milícies de la 24a Divisió del XII Exèrcit de la República juntament amb José Manzana Vivó. Després de la caiguda del front d'Aragó la primavera de 1938 fou arrestat en considerar-se'l responsable i se li retirà el comandament de la divisió. D'aleshores fins al final de la guerra formà part de la Junta de selecció de l'Acadèmia Militar.
En acabar la guerra marxà amb la seva companya i la seva filla a Mèxic, on formà el grup de dirigents de la CNT que decidiren col·laborar amb els governs de la Segona República Espanyola en l'exili. El 1945 assessor d'Horacio Martínez Prieto quan fou ministre del govern de José Giral i des de 1947 fins a la seva mort ocupà diversos càrrecs de la CNT a l'exili.

## Obres
- Surcos polémicos (1946)